# Ceratites
Ceratites (лат.) — род вымерших головоногих моллюсков, принадлежащих к аммонитам (подкласс Ammonoidea) отряда Ceratitida, обитавших в позднем анизийском — раннем ладинском веках (средний триас). Окаменелости этих моллюсков широко распространены во всём мире.

## Описание

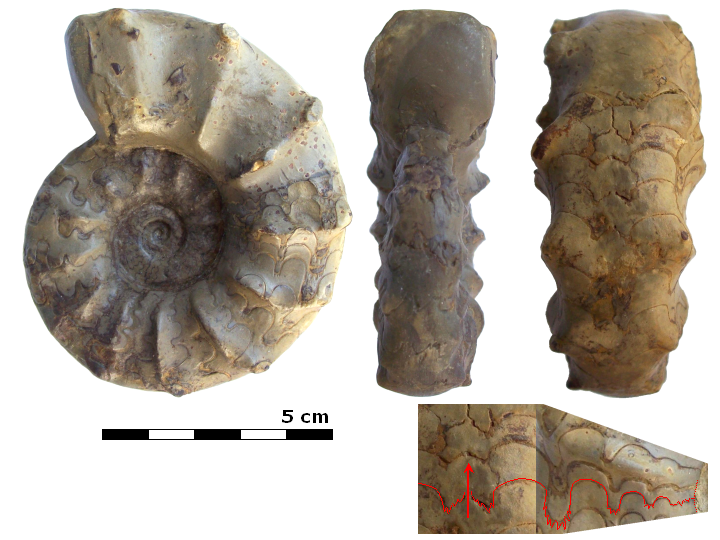
Ceratites evolutus Philippi, 1901. Внутренняя модель с фрагмоконом и частично сохранившейся камерой. Слева направо: вид сбоку, вид снизу и вентральный вид. Хорошо виден цератический шов. Верхний аниз, Германия. В правом нижнем углу приведена композиция швов сбоку и на нижней стороне образца, на которых заметен шов.

Раковина с плоской спиралью, от умеренной до хорошо извитой, сжатой. Пупок от умеренно узкого до широкого, не очень глубокий, окаймлённый округлым, но крутым завитком. Поясная секция субтрапециевидная. Орнамент характеризуется грубыми, более или менее приподнятыми рёбрами, прямыми или слегка изогнутыми, вывернутыми в латерально-вентральном положении, на них могут располагаться прочные бугорки в латерально-вентральном положении, представленные у некоторых видов как шипы (C. spinosus, Philippi; С. postspinosus, Riedel). Реже присутствуют среднебоковые узлы или бугорки. Брюшная часть плоская или слегка округлая. На дальних от центра завитках раковина тяжелеет (взрослые и старые формы) и более выражен у микроконхов, чем у макроконхов. Шов типично цератитовый, сёдла широкие, округлые, лопасти сравнительно тонкие и зубчатые, наружная брюшная доля разделена небольшим седлом.

## Распространение

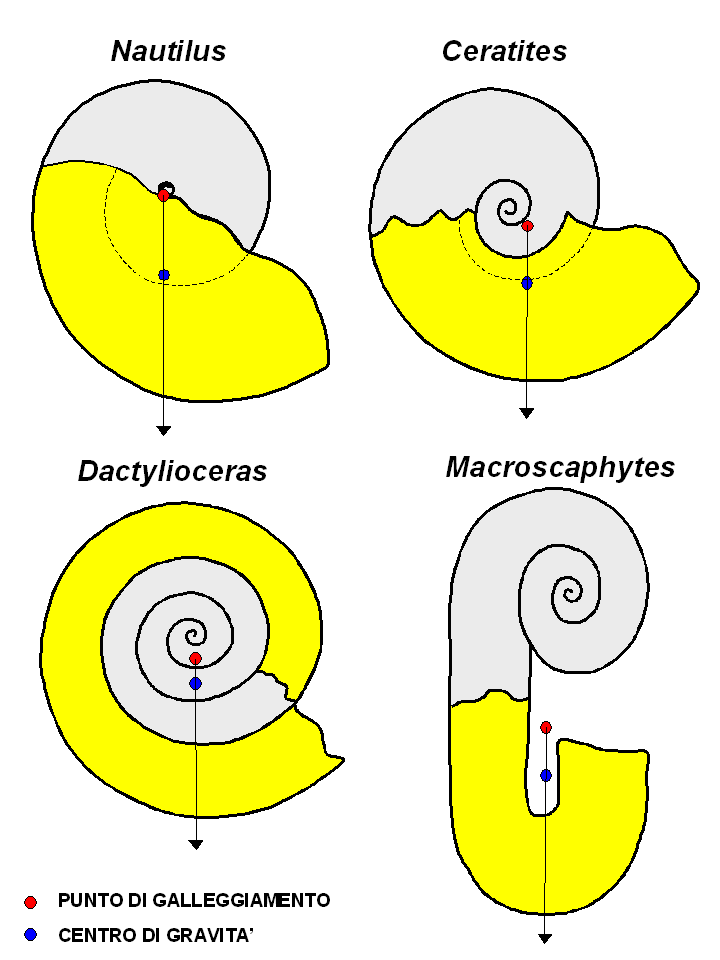
Определение плавучести раковины наутилуса и некоторых форм мезозойских аммонитов на основе положения центра тяжести и точки плавучести, а также протяжённости жилой камеры (выделена жёлтым цветом). Модифицировано из Brouwer (1972). Заметно, что у Ceratites вероятное положение гипонома (двигательный орган головоногих моллюсков) в нижней части отверстия находится на той же высоте, что и центр тяжести, в отличие от других форм. Такая конфигурация обеспечивает большую устойчивость к нагрузкам движения, избегая движений по тангажу.

Род широко распространён от Северной Америки до Европы, Ближнего Востока, Средней Азии (Афганистан), Индийского субконтинента, Вьетнама. Типичная среднетриасовая форма в германских фациях, в которых наблюдается развитие нескольких своеобразных эволюционных линий в эпиконтинентальных морских отложениях («Muschelkalk»), характерных для Центральной Европы.

## Палеоэкология
Обитали на большой глубине, в зоне континентального шельфа и эпиконтинентальных морях. У этих моллюсков короткая раковина (жилая камера занимала около 180° последнего поворота). Кроме того, исследования гидростатической и гидродинамической структуры раковины показывают, что отверстие раковины располагалось почти горизонтально. Таким образом, гипоном раскрывался горизонтально максимально близко к центру тяжести раковины и располагался примерно на той же высоте. Такая конфигурация минимизировала «маятниковое» угловое движение раковины животного под действием напряжений движителя. Сочетание таких характеристик, видимо, указывает на хорошую устойчивость и маневренность организма. Вероятно, образ жизни Ceratites включал диапазон от некто-бентосных (учитывая, что брюшная часть имеет тенденцию к плоской) до нектонных форм, и плавал моллюск не очень быстро (учитывая наличие очень развитых узлов и бугорков у взрослой особи), но сохранял стабильное положение в толще воды. Формы с менее выраженным орнаментом, возможно, были сравнительно подвижнее.